# Arcadio
Flavio Arcadio (en latín: Flavius Arcadius), más conocido como Arcadio (griego, Ἀρκάδιος, Arkádios; c. 377/378-1 de mayo de 408), fue emperador romano de Oriente entre los años 395 y 408. Arcadio fue, según algunos historiadores, el primer emperador del Imperio bizantino, denominación moderna usada para referirse a la mitad oriental del Imperio romano nacido de su división en el siglo IV.  
Arcadio, nacido en Hispania durante el exilio temporal de su padre justo antes de subir al trono, era el hijo mayor de Teodosio I y de Elia Flacila, y hermano de Honorio, que sería emperador de Occidente, y de Elia Pulqueria, fallecida junto con su madre al poco de nacer, en 385. Su padre lo declaró co-augusto de Oriente en enero de 383. Su hermano menor también fue declarado Augusto, pero de Occidente, en 393. Arcadio comenzó a reinar en solitario sobre la mitad oriental del Imperio cuando su padre falleció en enero de 395 en Milán, a donde había acudido para sofocar una rebelión.

## La división del Imperio
La división del Imperio romano en dos partes, sometidas cada una de ellas al gobierno de un emperador o Augusto, era una práctica administrativa habitual desde finales del siglo III tras la primera reforma del emperador Diocleciano. La novedad del reinado de Arcadio radica en que la división del Imperio realizada por su padre Teodosio I sería la definitiva, las dos partes del Imperio no volverían nunca más a ser reunificadas, tal y como habían hecho en el pasado emperadores poderosos como Constantino I el Grande, Constancio II o el propio Teodosio I. Por ello Arcadio es considerado el primer emperador del Imperio romano de Oriente. En su momento la división del Imperio no tuvo probablemente el carácter definitivo y radical que la historiografía posterior le ha adjudicado, ya que desde la perspectiva de finales del siglo IV, y con los antecedentes de lo acaecido a lo largo de ese siglo, tenía visos de ser una división más o menos transitoria. Además, especialmente al comienzo del reinado de Arcadio, las políticas del Imperio Occidental y del Oriental estaban todavía entrelazadas por luchas de poder que buscaban en parte el control de todo el Imperio romano.

## La invasión visigoda y luchas de poder en el seno del Imperio

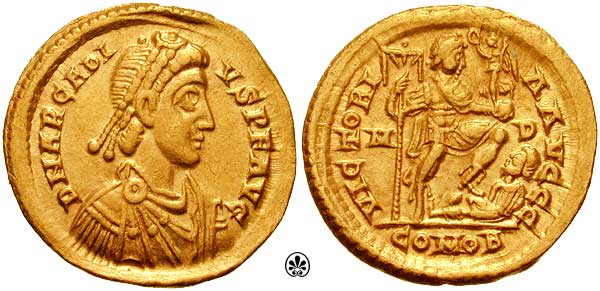
Arcadio, portando un lábaro y derrotando a un enemigo.

El vacío de poder causado por la muerte del emperador Teodosio I en 395 y el hecho de que muchas tropas orientales estuvieran en aquel momento desplazadas a la parte occidental del Imperio, fueron aprovechadas por los hunos para atacar el Imperio Oriental. Los hunos atacaron por el Cáucaso y por el Danubio, donde hostigaron a los godos, pueblo que se había asentado como federado en la provincia romana de Mesia Inferior. Azuzados por los hunos, los godos, que estaban guiados por su rey Alarico I, se fueron desplazando hacia las provincias romanas limítrofes, que comenzaron a ser saqueadas.
En aquel momento cada parte del Imperio estaba gobernada por un hombre fuerte con gran influencia sobre el emperador. En Occidente, Honorio estaba bajo el dominio del general vándalo romanizado, Flavio Estilicón (Flavius Stilicho), mientras Arcadio era dominado por el prefecto de pretorio de Oriente, llamado Rufino. Estilicón acudió a la parte oriental del imperio, a Grecia, a tratar de frenar a los godos, pero fue acusado por algunos de tratar de convertirse también con esta acción en el hombre fuerte del Imperio Oriental. Arcadio, influido por Rufino, pidió que Estilicón se retirara de la parte Oriental. Para deshacerse de su contrincante, Estilicón mandó asesinar a Rufino por mercenarios godos en 395, aunque este hecho sigue siendo discutido.
Con la eliminación de Rufino estalló una lucha en la cúpula del poder, que se resolvió favorablemente para Eutropio, un liberto eunuco que había sido tutor del emperador y que pocos meses antes había propiciado el matrimonio de este con Eudoxia, hija de un general franco. Apartado del poder, Estilicón se inhibió de la defensa del Imperio Oriental y los godos camparon a sus anchas por Grecia, saqueando todo el territorio, excepto las ciudades de Tebas y Atenas, que se libraron del saqueo.
En 397 Estilicón organizó una nueva expedición unilateral para desalojar a los godos, esta vez del Peloponeso. Como había ocurrido dos años antes, Eutropio, temeroso de que Estilicón le desplazara del poder, instigó a Arcadio para que pidiera al general occidental que se retirara de su territorio. Alarico se desplazó entonces al Epiro, donde se acantonaron los godos.
Como medio de apaciguar a los visigodos, Arcadio concedió el título de prefecto de la provincia del Ilírico a Alarico, que veía de esa forma legalizada institucionalmente la presencia visigoda dentro del Imperio Oriental. En 401 los visigodos abandonaron el Imperio Oriental y penetraron en Italia, posiblemente instigados desde Constantinopla, que así veía alejarse el problema godo de su jurisdicción.
Por otro lado los hunos realizaron incursiones dentro del Imperio Oriental desde 395. El prefecto del pretorio Eutropio hizo frente a las incursiones con éxito y esto le llevó a asentar su posición al frente del gobierno, dotándole de prestigio y autoridad. Sin embargo en 399 se autonombró cónsul, una dignidad que hasta entonces no había ostentado nunca un eunuco. Este hecho provocó una rebelión de las tropas enviadas a su vez a sofocar una revuelta en Frigia. A pesar de las reticencias que tenía el emperador, la emperatriz Eudoxia le convenció para que depusiera al eunuco de su cargo. Comienza así en 399 el periodo de influencia de la emperatriz.

## La influencia de Eudoxia
Desde 399 ejerció el gobierno un grupo de personalidades ligadas a la emperatriz Eudoxia, como el Prefecto del Pretorio de Oriente, Aureliano, después de 400 el conde Juan, o el general Fravitta, de origen godo. A partir de 403 se opuso constantemente a Eudoxia Juan Crisóstomo, Patriarca de Constantinopla, que sentía que ella había usado la riqueza de su familia para ganar control sobre el emperador. Eudoxia, con la ayuda del Patriarca de Alejandría, logró exiliar a Crisóstomo, pero un tumulto popular le hizo retroceder. Aunque logró finalmente su objetivo en el 404, al final del mismo año fallecía la emperatriz.

## Los últimos años de reinado
A la muerte de la emperatriz, Arcadio fue dominado durante el resto de su reinado por Antemio, Prefecto del Pretorio de Oriente. El propio Arcadio se preocupaba más por parecer un cristiano pío que de las materias políticas o militares de su imperio. Murió en 408, sin haber ejercido más que nominalmente el mando de su imperio. De Eudoxia había tenido cinco hijos: Pulqueria, Arcadia, Flacida y Marina, y un varón, el futuro Teodosio II.